# Cicănești, Argeș
Cicănești este satul de reședință al comunei cu același nume din județul Argeș, Muntenia, România.

## Istoric
Fiind cea mai veche așezare a comunei, satul Cicănești apare în scris pentru prima dată într-un document, datat la 11 iunie 1565, act prin care voievodul Petru cel Tânăr, întărește cu anumite proprietăți din zonă, pe logofătul Ivan. Conform izvoarelor istorice, satul Rucăr a fost transformat în câmp de luptă în timpul Primului Război Mondial, în zonă acționând din seara zilei de 31 noiembrie 1916, trupele armate ale grupului „locotenent- colonel Gherescu”, urmate de trupele armate ale grupului „colonel Lișcu”. În ziua de 5 noiembrie 1916, trupele inamice au trecut la atac, timp în care militarii români au ținut la distanță atacatorii, însă în ziua următoare, copleșiți fiind de superioritatea numerică a adversarilor, au fost nevoiți sa bată în retragere, pe alte linii de apărare.

## Patrimoniul cultural-istoric
Biserica parohială cu hramul ”„Nașterea Maicii Domnului” este monument istoric, având și denumirea de Biserica „Cicănești 1”. Lăcașul de cult a fost zidit în anul 1867, în urma inițiativei locuitorilor din această localitate. Biserica a fost ctitorită de preoții: Gheorghe, Șerban, Toma precum și enoriașii: Andrei, Petre, Stan împreună cu soțiile acestora, pe locul în care a existat inițial, o biserică din lemn.
Biserica parohială cu hramul „Sfânta Treime”, denumită și Biserica „Cicănești II” a fost ridicată între anii 1832- 1834, fiind construită inițial din lemn, ca mai apoi să fie reconstruită din zid în anul 1871. Lăcașul de cult este considerat monument istoric. A fost ctitorită din inițiativa enoriașilor din sat. Nu se cunoaște pictorul inițial al bisericii, dar a fost repictată în anul 1873 de Anton Lapinschi.
Monumentul eroilor din Primul Război Mondial este poziționat într-un spațiu verde care se află în centrul localității, având următoarea inscripție: „Eroii morți în războiul 1916- 1920. Fraților, citind aici, amintiți-vă de noi și spuneți urmașilor că ne-am dat viața în acest război pentru întregirea neamului românesc.” Pe memorabil mai sunt existente și numele a trei eroi căzuți la datorie în timpul campaniei anilor 1877- 1878, precum și 71 nume de eroi, care s-au sacrificat în Primul Război Mondial.

## Personalități
- Gheorghe Păun (n. 6 decembrie 1950), matematician, informatician și om de cultură român, membru al Uniunii Scriitorilor și membru titular al Academiei Române, este originar din localitate, unde s-a născut, a crescut și a urmat școala elementară.